# Rio Albești (Cungrea Mică)
O Rio Albeşti é um rio da Romênia afluente do rio Cungrea Mică, localizado no distrito de Olt.